# 大滨鹬
大滨鹬（学名：Calidris tenuirostris），又稱姥鷸，为鹬科滨鹬属的鸟类。是一種小型涉禽。它是濱鷸屬（Calidris）中體型最大的物種。它們是候鳥，在俄羅斯西伯利亞繁殖，並在北半球冬季飛往南亞和澳大利亞。
在中国大陆，分布于辽宁、河北、山东、江苏、浙江、福建、贵州、广东、海南等地。该物种的模式产地在爪哇。

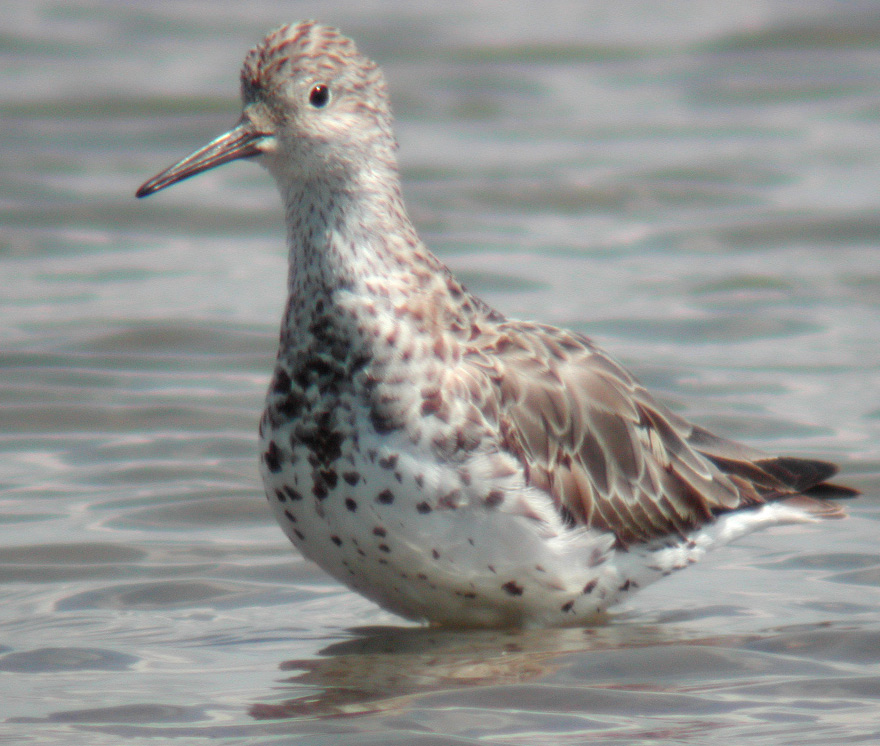

## 詞源
屬名來自古希臘語的kalidris或skalidris，這是亞里士多德用來描述一些灰色水邊鳥類的術語。種名 tenuirostris 來自拉丁語的tenuis，意為「纖細」，以及rostrum，意為「嘴」。

## 分佈
它們的繁殖棲地是俄羅斯東北部的凍原。它們在地面挖掘淺窩，每窩產下約四顆蛋。它們是強烈的遷徙物種，在南亞至澳大利亞的海岸過冬。這種鳥在冬季會形成龐大的鳥群。
該物種每年在美國阿拉斯加西部也有少量記錄，並且曾作為迷鳥出現在加拿大卑詩省以及美國的俄勒岡州、西弗吉尼亞州和緬因州。

## 分類與描述

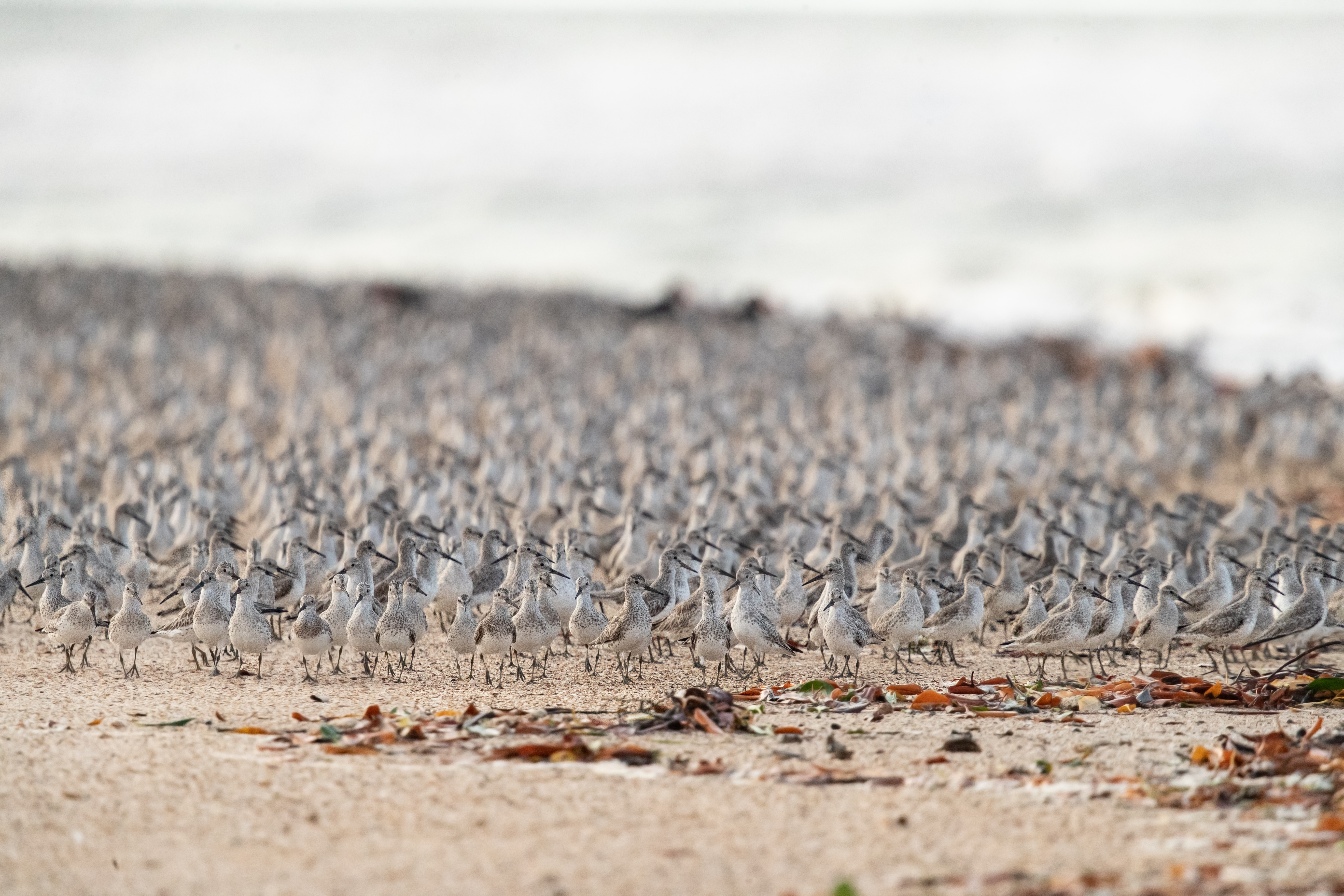
李角的大濱鷸，北領地達爾文, 澳洲

Calidris tenuirostris，是濱鷸屬（Calidris）中體型最大的物種，屬於鷸科。其姊妹物種是紅腹濱鷸，後者是體型次大的物種。成年大濱鷸體長可達26至30 cm（10至12英寸），翼展為56至66 cm（22至26英寸），體重115至261 g（4.1至9.2 oz）。
這種鳥具有短而深色的腿和中等長度的細長深色喙。繁殖期的成鳥上半身呈灰色斑駁狀，並帶有一些紅棕色的羽毛。臉部、喉嚨和胸部布滿黑色斑點，腹部後側也有一些條紋。冬季羽毛變為上半身統一的淺灰色。
它與紅腹濱鷸的區別在於繁殖羽，後者的臉、喉嚨和胸部有明顯的紅色。在其他羽毛狀態下，大濱鷸可通過其較大的體型、更長的喙、更深的胸部以及上半身更多的條紋區分出來。

## 行為
這些鳥類在泥灘和海灘上覓食，通過探測或視覺拾取食物。它們主要以軟體動物和昆蟲為食。

## 保育狀況
大濱鷸是非歐亞遷移性水鳥協定（AEWA）適用的物種之一。

### 澳大利亞
自2016年5月5日以來和截至August 2023年，大濱鷸根據澳大利亞聯邦1999 年環境保護與生物多樣性保護法（EPBC法案）被列為極危物種，下一次評估預定於2023年10月30日進行。2023年3月發表的一項研究列出了23種根據作者認為不再符合EPBC法案下受威脅物種標準的物種，包括大濱鷸。評估的原因是「種群現已穩定或下降速率低於臨界值」。
根據州和領地法例，該物種在新南威爾斯和北領地被列為易危物種；在南澳大利亞州被列為瀕危物種；在昆士蘭、維多利亞州和西澳大利亞州被列為極危物種。